# Fensterrecht

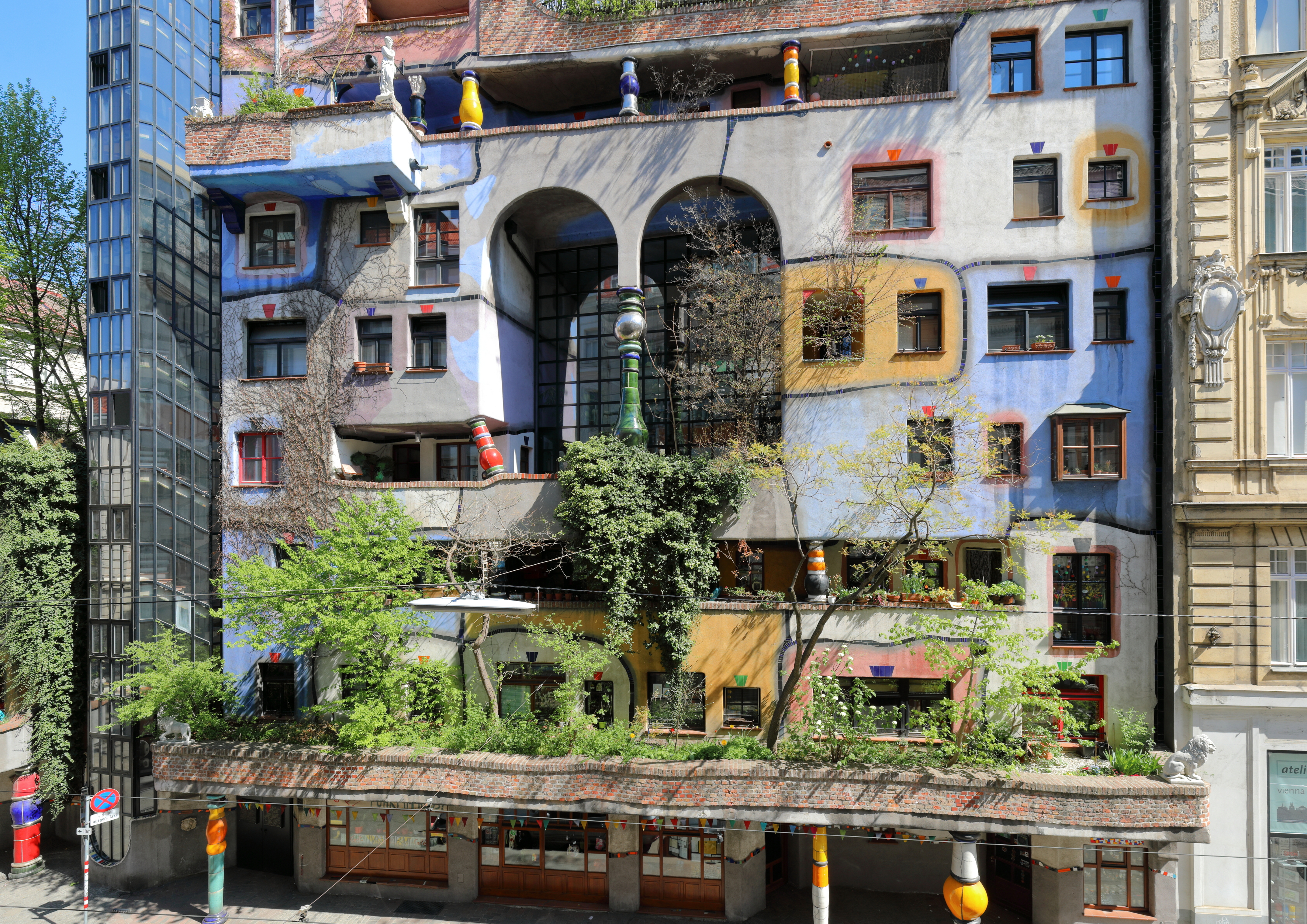
Fensterrecht am Hundertwasser-Haus in Wien:
Vorleistung von Hundertwasser

Das Fensterrecht war eine Idee und Forderung des Künstlers Friedensreich Hundertwasser. Jeder Bewohner sollte demnach das Recht haben, die Fassade rund um sein Fenster so weit zu bemalen, wie sein Arm reicht. Der Begriff wird außerdem im österreichischen Recht mit einer anderen Bedeutung verwendet.

## Ursprung
Erste Erwähnung findet das Fensterrecht 1958 in Hundertwassers Verschimmelungsmanifest.

„Ein Mann in einem Mietshaus muß die Möglichkeit haben, sich aus seinem Fenster zu beugen und – so weit seine Hände reichen – das Mauerwerk abzukratzen. Und es muß ihm gestattet sein, mit einem langen Pinsel – so weit er reichen kann – alles rosa zu bemalen, so daß man von weitem, von der Straße, sehen kann: Dort wohnt ein Mensch, der sich von seinen Nachbarn unterscheidet, dem zugewiesenen Kleinvieh! Auch muß er die Mauern zersägen und allerlei Veränderungen vornehmen können, auch wenn dadurch das architektonisch-harmonische Bild eines sogenannten Meisterwerkes der Architektur gestört wird, und er muß sein Zimmer mit Schlamm oder Plastilin anfüllen können.
Doch im Mietvertrag ist dies verboten!
Es ist an der Zeit, daß die Leute selbst dagegen revoltieren, daß man sie in Schachtelkonstruktionen setzt, so wie die Hendeln und die Hasen in Käfigkonstruktionen, die ihnen wesensfremd sind.“

## Fensterrecht und die „Dritte Haut“
Für Hundertwasser war das Haus die „Dritte Haut“ des Menschen – nach der Haut des Körpers und der Bekleidung genauso intim und persönlich. Sie müsse vom Menschen selbst gestaltet werden. Bunte Farben, verspielte Formen und verschiedenste Materialien wurden in seiner Architektur dafür eingesetzt. Da aber vielerorts eine einschränkende Bauordnung keine kreative Gestaltung zulässt, verkündete er das „Fensterrecht“:

„Ein Bewohner muss das Recht haben, sich aus seinem Fenster zu lehnen und außen an der Außenwand alles umzugestalten, wie es ihm entspricht so weit sein Arm reicht damit man von weitem, von der Straße sehen kann: dort wohnt ein Mensch.“

Später präzisierte er das „so weit der Arm reicht“ durch „soweit ein Mann mit einem langen Pinsel reichen kann“. In der Folge entstanden Einzel- und Gemeinschaftsaktionen, in denen Bewohner von Mietshäusern ihre Fassade selbst gestalteten.

„Jeder, der von seinem Fensterrecht Gebrauch macht und danach Ärger mit den Behörden bekommt, kann sich an mich wenden. Ich helfe ihm.“

## Umsetzung im Mietvertrag
Im Hundertwasserhaus in Wien ist das Fensterrecht im Mietvertrag festgeschrieben:
```
Mietvertrag

(…) 2. Der Mieter ist zur Ausübung des „Fensterrechtes“ berechtigt. Im Sinne des Satzes von Hundertwasser:

„Ein Bewohner muß das Recht haben, sich aus seinem Fenster zu lehnen und außen an der Außenwand alles umzugestalten
soweit sein Arm reicht, damit man von weitem sehen kann: dort wohnt ein Mensch“

darf der Mieter die zu seinem Mietobjekt gehörige Außenfront um sein Fenster herum kreativ-schöpferisch umgestalten…
Die bei Einzug vorgefundene Gestaltung untersteht nicht dem Denkmalschutz.

Im Rahmen des „Fensterrechtes“ darf der Mieter auch die Hundertwasser-Gestaltung abändern, da diese Gestaltung nur eine Vorleistung für das Fensterrecht ist…

Hundertwasser, 1985

```

Später wurde der Mietvertrag in Wien so ergänzt: „Der Mieter muß hierfür jedoch die Zustimmung der MA 19 (Stadtbauamt) und der Baubehörde einholen. Dem Vermieter sind die genehmigten Veränderungen anzuzeigen.“
Auch in der Grünen Zitadelle von Magdeburg dürfen die Mieter das Fensterrecht ausüben.

## Anwendungen
Fensterrecht, ausgeübt an Häusern, die nicht von Hundertwasser gestaltet wurden:

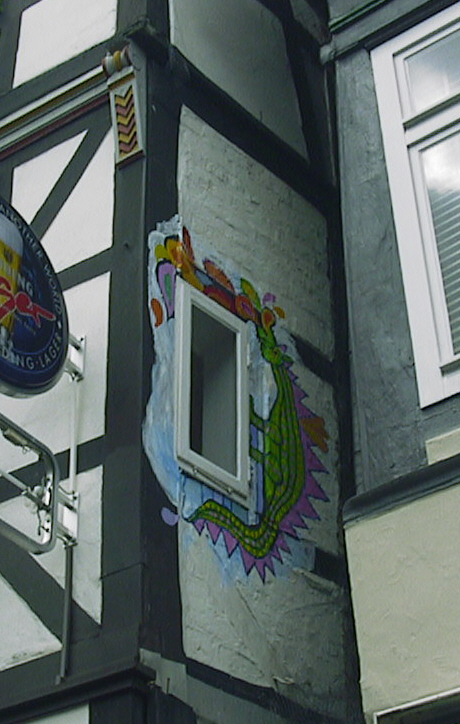
Kunsthaus Uelzen
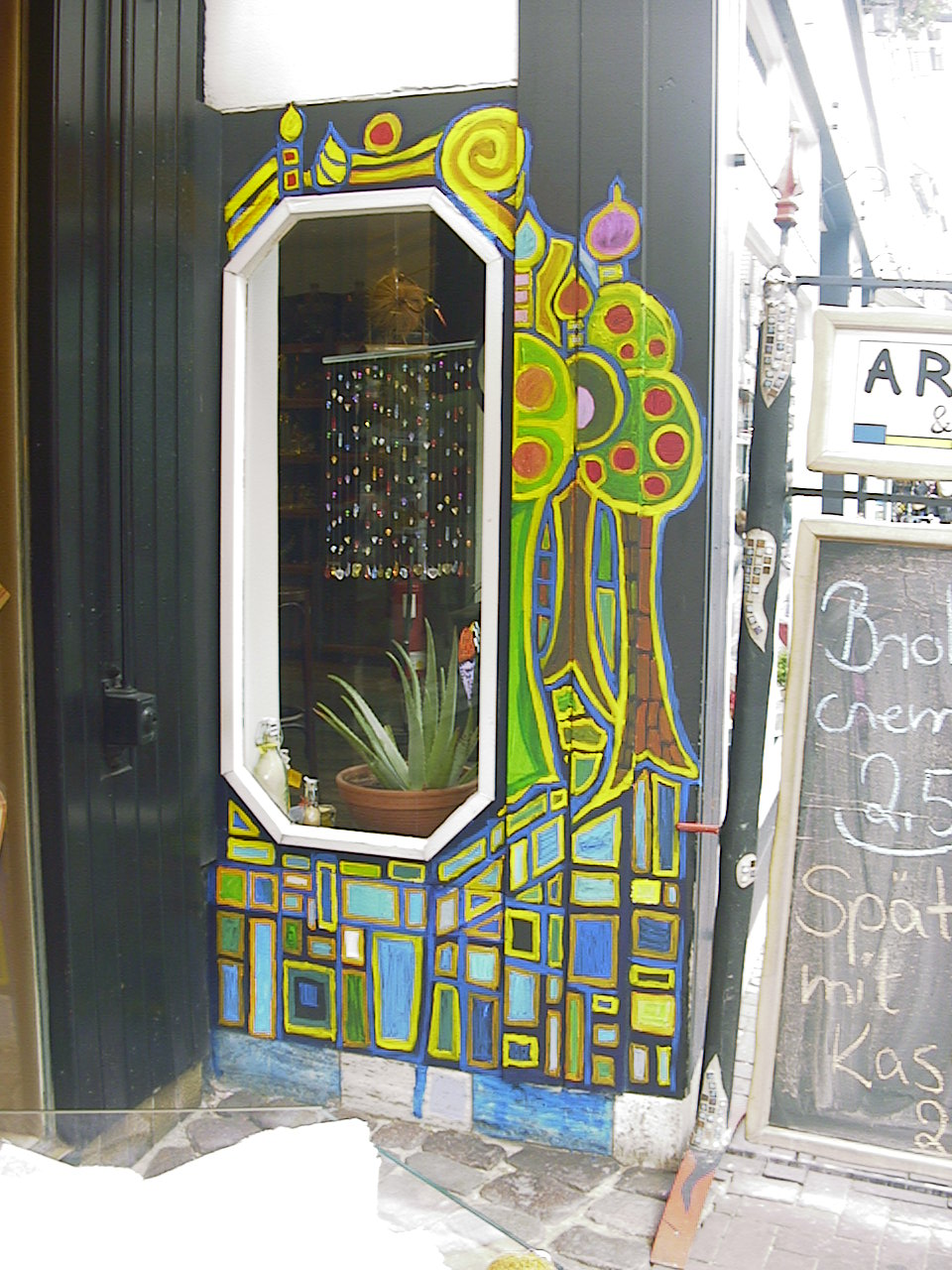
Art&More Uelzen
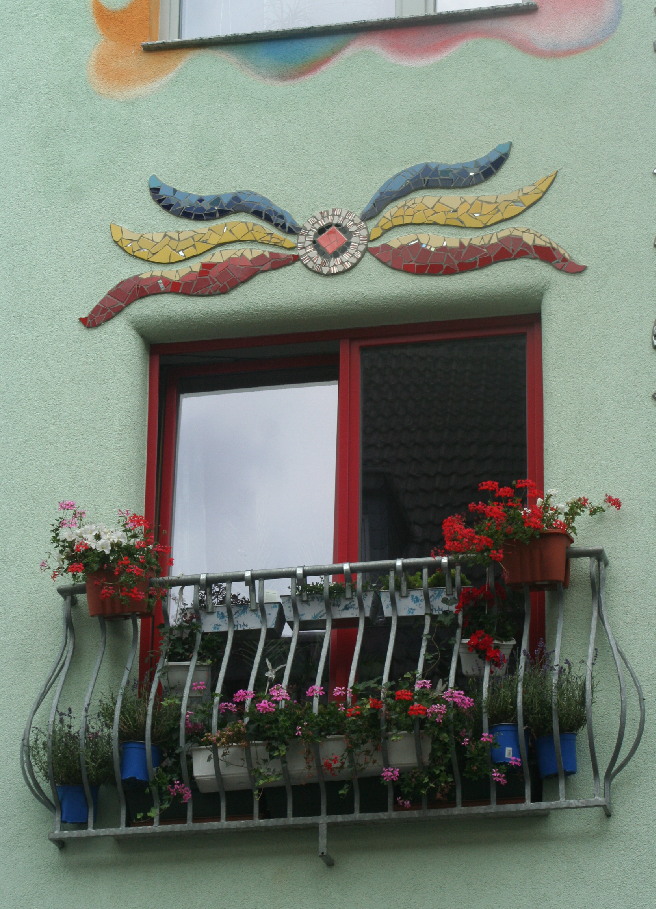
Wohnhaus Düsseldorf
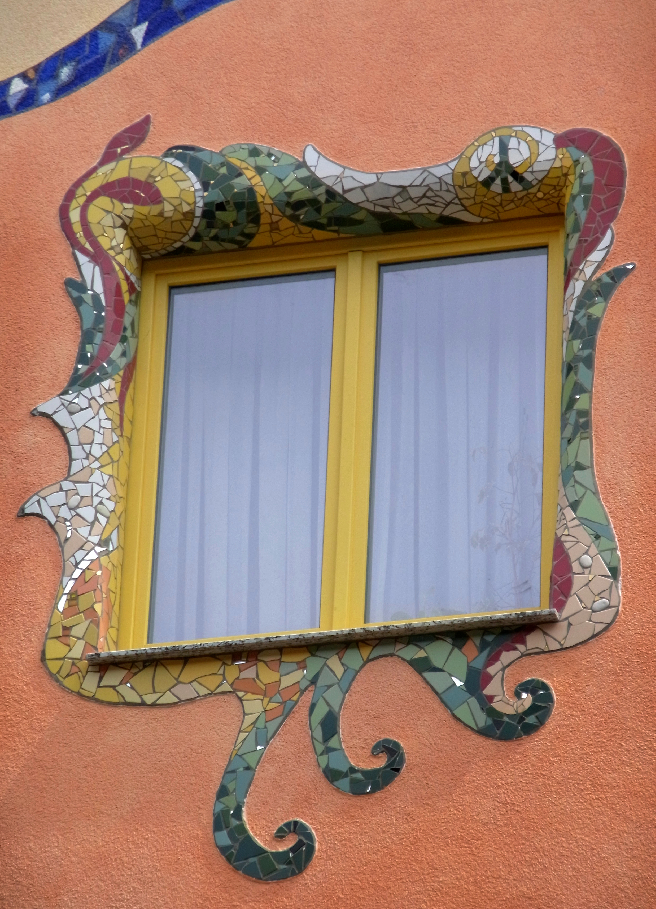
Wohnhaus Düsseldorf
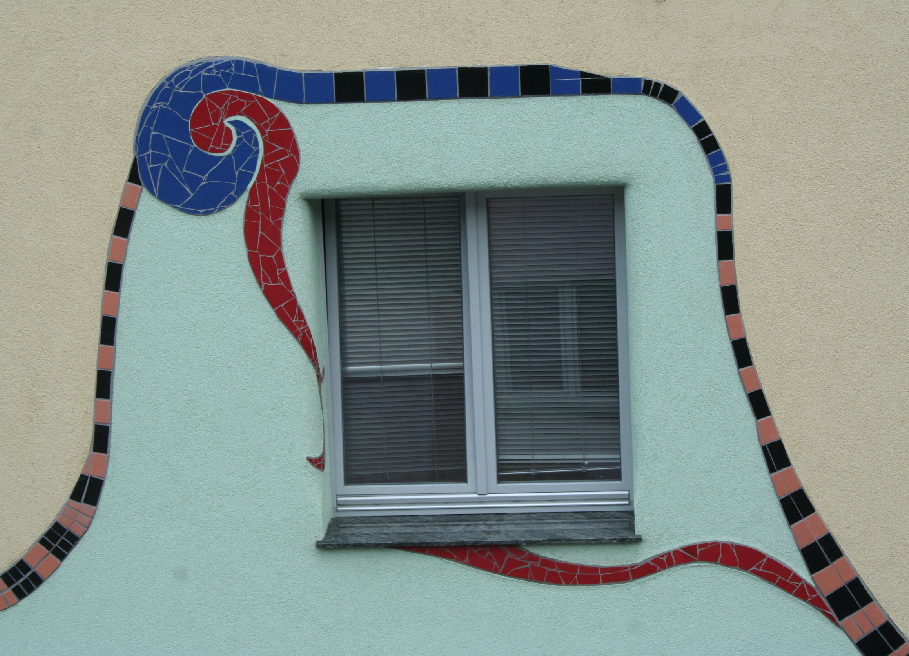
Wohnhaus Düsseldorf
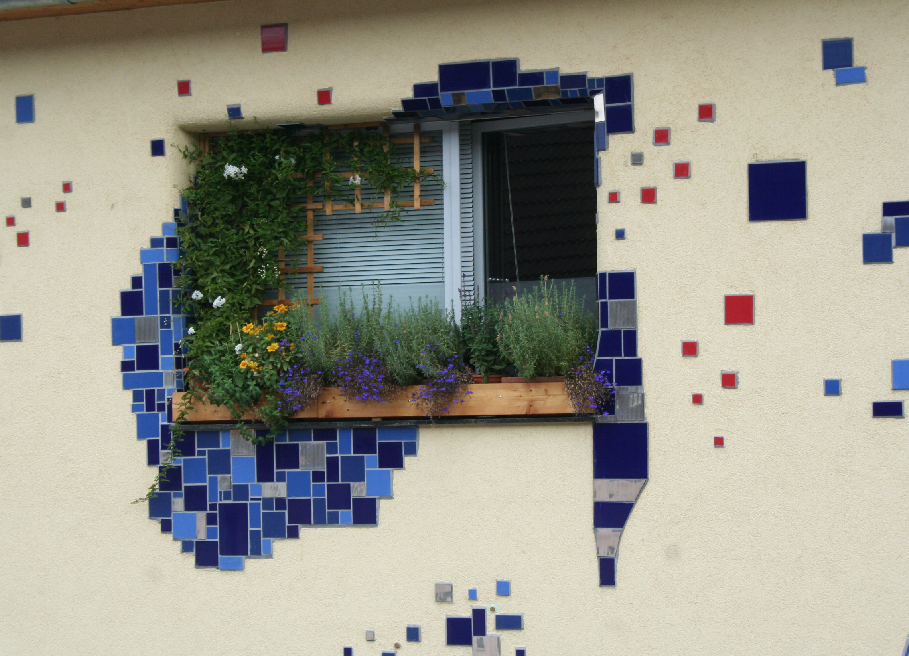
Wohnhaus Düsseldorf
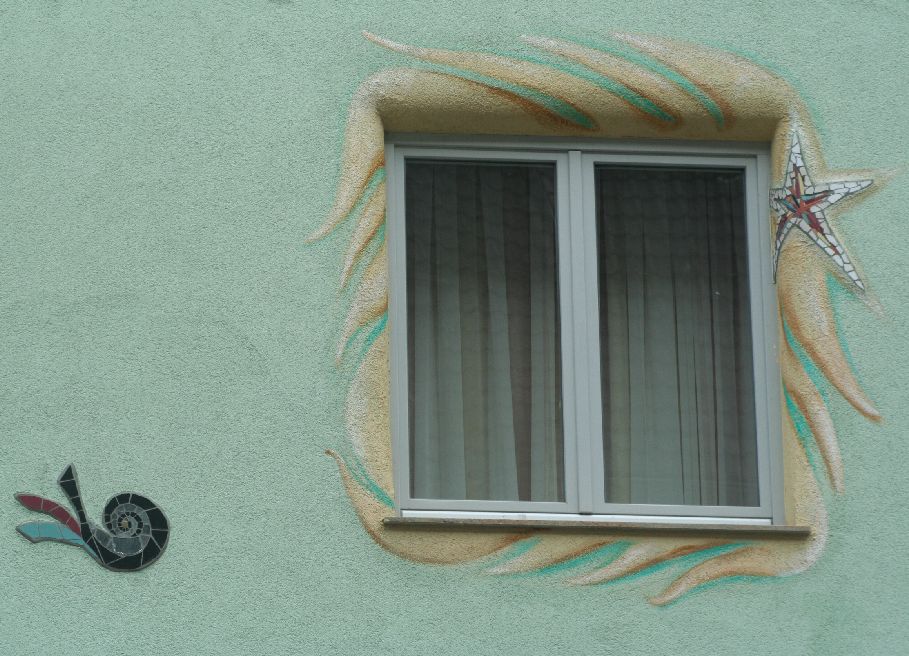
Wohnhaus Düsseldorf

An Häusern, die von Hundertwasser selbst gestaltet wurden, scheint das Fensterrecht von den Bewohnern kaum ausgeübt zu werden.

## Fensterdiktatur und Fensterrecht
Hundertwasser verurteilte die „Rassentrennung der Fenster“ und bezeichnete solche Monotonie als ein „Merkmal der Konzentrationslager“. Mit dem Fensterrecht setzte er sich politisch-künstlerisch für die Freiheit und Selbstbestimmung des Menschen ein.

## Keramik
Unter der Bezeichnung „Die dritte Haut“ fertigt die Königlich privilegierte Porzellanfabrik Tettau eine große Tasse mit Bildern von Fenstern, die nach dem „Fensterrecht“ bemalt sind. Die Tasse ist Teil einer Sechserserie, die Objekte von Hundertwasser zeigt.

## Begriff im österreichischen Recht
Im Österreichischen Recht (ABGB §488) ist das „Fensterrecht“ eine Dienstbarkeit, die das Recht gibt, ein Fenster in einer fremden Wand zu öffnen. Auch eine Dienstbarkeit nach §476 – das Recht darauf, dass ein Fenster nicht „zugebaut“ wird – wird oft als „Fensterrecht“ bezeichnet.
Zwischen diesen Begriffen und dem von Hundertwasser geforderten Fensterrecht besteht keinerlei Verbindung.